# Alfonso Cuesta y Cuesta
Alfonso Cuesta y Cuesta (Cuenca, 1912 - 1991) fue un destacado escritor ecuatoriano. Inicialmente poeta, con su obra temprana "Motivos nuestro" (1930), posteriormente se dedicó a la narrativa, publicando en 1932 "Llegada de todos los trenes del mundo", Tras su formación académica  se trasladó a Venezuela en la década de 1950. Su producción literaria se caracteriza por ser pionera en la literatura infantil de Ecuador y por la experimentación con diversas técnicas narrativas, siendo su novela "Los hijos" (1969), reconocida con una mención de honor en el premio Casa de las Américas, una de sus obras más significativas por su innovador montaje temporal. Cuesta y Cuesta formó parte de la generación del cincuenta, un movimiento literario ecuatoriano que buscaba renovar la escena literaria del país, alejandose de la literatura del realismo social.

## Biografía
Alfonso Cuesta y Cuesta nació en Cuenca. Originario de una familia de muchas personas ilustres tanto en las letras, como el arte, la política y la religión. Uno de sus familiares fue el presbítero Juan Cuesta quien destacó por su oratoria. Desde joven fue una persona que le gustaba leer. por lo que destacó como escritor precoz cuando estudiaba en el Colegio Benigno Malo de cuenca. Por esta razón ganaría distinciones en la Fiesta de la Lira, un concurso literario de su ciudad local. Sus primeros poemas los escribió cuando tenía quince años y tenían como temática el paisaje, la religión y personas importantes. Esto sería publicado bajo el título de "Motivos nuestro", sin embargo se apartaría de la poesía y se dedicaría a la narrativa en sus años posteriores. Empezaría publicando dos años más tarde su libro "Llegada de todos los trenes del mundo" con relatos tanto modernistas como sociales. Después de graduado, trabajó como profesor universitario. Durante su vida adulta se mudaría a Venezuela durante los años cincuenta, debido a las limitaciones económicas de Ecuador en esta época. Viviría inicialmente en Caracas donde conocería a Mariano Picón Salas, Rómulo Gallegos, Alejo Carpentier (durante su exilio), Juan Liscano, Miguel Otero Silva entre otros.

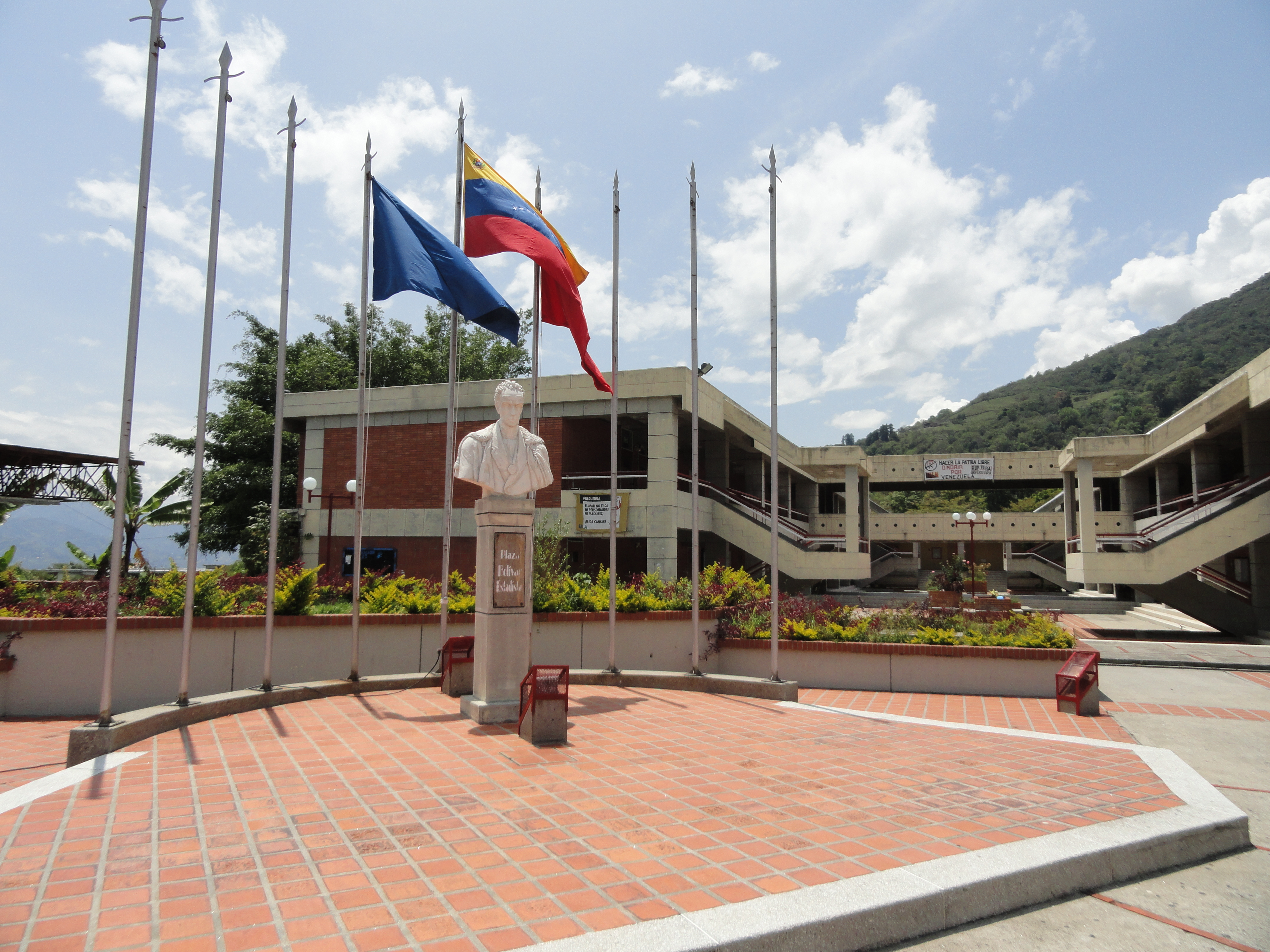
Plaza central en la Universidad de los Andes, Venezuela

Después abandonaría Caracas y se mudaría a Mérida, donde viviría muchos años y la adoptaría más fácilmente debido al clima similar a su Cuenca natal. Allí viviría hasta su muerte y junto a Mariano Picón Salas cofundaría la Facultad de Humanidades y Educación en la Universidad de los Andes. Durante esta época coincidiría con César Dávila Andrade y lo apoyaría en su carrera y vida. Sus libros se caracterizan por analizar la sociedad y experimentar con las técnicas literarias.  Además publicó un libro de cuentos titulado "Llegada de todos los trenes del mundo" y que publicaría en 1933. Años más tarde publicaría "Pero el sol no se detuvo" que sería considerada como uno de los "clásicos de la literatura infantil ecuatoriana". Publicaría también su libro titulado "El caballero" en 1953 que sería acreedor al primer premio en el concurso de cuentos organizado por el diario El Nacional de Caracas.
Adicionalmente escribiría poesía romántica durante estos años, al igual que César Dávila Andrade. Se recuerda principalmente su novela titulada "Los hijos"  y que sería publicada en 1969. Sin embargo había empezado a escribirla desde la década del cincuenta, teniendo como primera entrega en 1954. Este libro se caracteriza por utilizar un montaje temporal distinto al montaje lineal de la literatura del realismo social que era popular en la generación del treinta. Su recepción sería positiva y tendría una mención de honor en el premio Casa de las Américas en 1963. Sería además traducida al ruso y al francés en 1966.  Su cuentística sería reconocida además en su ciudad natal cuando ganaría el premio Fray Vicente Solano en 1979. Ese mismo año recibiría el premio Municipal de Literatura de la ciudad de Mérida. Cuesta y Cuesta, junto con Dávila Andrade, Montesinos Malo, Enrique Adoum, entre otros formaron parte de la generación del cincuenta que buscaba una literatura mucho más experimental. Alfonso Cuesta y Cuesta fallecería en 1991.

## Legado
Cuesta y Cuesta forma parte de la generación del cincuenta junto a importantes autores como César Dávila Andrade, Arturo Montesinos Malo, Mary Corylé, Rafael Díaz Ycaza, Eugenia Viter, y Alejandro Carrión. Benjamín Carrión en su libro "El nuevo relato ecuatoriano, crítica y antología" destacaría de la obra de Alfonso Cuesta, al igual que la de Alejandro Carrión y Dávila Andrade, el hecho de que incluía al "personaje niño", algo inusitado en la literatura de su país hasta entonces. En este sentido destaca su obra "La niña que defendió a su hermano". Su cuento "El vidrio roto" es su mejor escrito y uno de los mejores cuentos de la literatura de Ecuador. Esta fábula trata sobre un papagayo que quiere ser libre y logra escapar a través de un vidrio roto, a partir de lo cual se dirige a su Oriente natal. Además, su libro más importante es sin duda "Los hijos" que a juicio de Miguel Angel Asturias, consolida a Alfonso Cuesta y Cuesta como un autor importante y en su novela se encuentra "viva la primigenia de América", debido a la fuerte tendencia mítica. Añadiría que en dicho libro el autor "entrega los secretos de todas las tinajas que están por hendirse para que surja el chorro vivo de la sangra mestiza. Por eso amamos este libro".
Jorge Dávila Vásquez considera que la vida de Cuesta y Cuesta tiene mucho valor, además de por los méritos de su obra, por el hecho de su importancia para César Dávila Andrade, a quien apoyaría mucho, presentaría a toda la intelectualidad venezolana que conocía y además mantendría una correspondencia intensa a lo largo de mucho tiempo.

## Obra

### Poesía
- Motivos nuestro (1930)

### Cuentos
- Llegada de todos los trenes del mundo: cuentos (1932), 263 pp.
- Pero el sol no se detuvo (1947)
- Lo mejores cuentos ecuatorianos (1948)
- Nadie (1950)
- El hombre (1951)
- El caballero (1953)
- La tinaja (1959)
- La medalla; El vidrio roto; El muro (1978), 108 pp
- Antología de cuentos, póstuma (1993), 171 pp.

### Novela
- Cantera (1935)
- Los Hijos (1962)